# 刘容 (元朝)
刘容（?—?），字仲宽，元朝官员，其先为西宁青海人。高祖父阿華，在西夏主尚食。西夏灭亡，西寧百姓被迁徙到雲京。刘容之父刘海川，于是成为雲京人。
刘容自幼聪明、善骑射，喜读书。元世祖中统初年，被國師推薦，入侍皇太子真金，掌库藏。有暇即向国子祭酒许衡请教，许衡也推荐他。至元七年（1270年），元世祖命他權中書省掾。事畢恢復前職，以忠直著稱。至元十五年（1278年）奉命去江西，抚慰新近归附的百姓。他回京献给太子書籍數車。后来担任太子司議，改祕書監。在任广平路总管时，妥善解决了富民同姓争夺财产的问题。皇子雲南王至汴京，其達魯花赤想要厚斂，刘容請去減其費。在任上病逝，年五十二岁。

## 延伸阅读
[在维基数据编辑]
 《元史·卷134》，出自宋濂《元史》
 《新元史/卷156》，出自柯劭忞《新元史》